# Until the Day Is Done
«Until the Day Is Done» (en español, «Hasta que el día este hecho») es el cuarto sencillo de la banda estadounidense R.E.M. de su décimo cuarto álbum de estudio Accelerate.
El vídeo promocional del sencillo, dirigido por Vicent Moon se publicó en la página web del grupo y en su canal de YouTube.
"Until the day is Done" es una de las canciones más políticas de R.E.M.. La banda la ha tocado 8 veces durante la gira de Accelerate.